# Componium

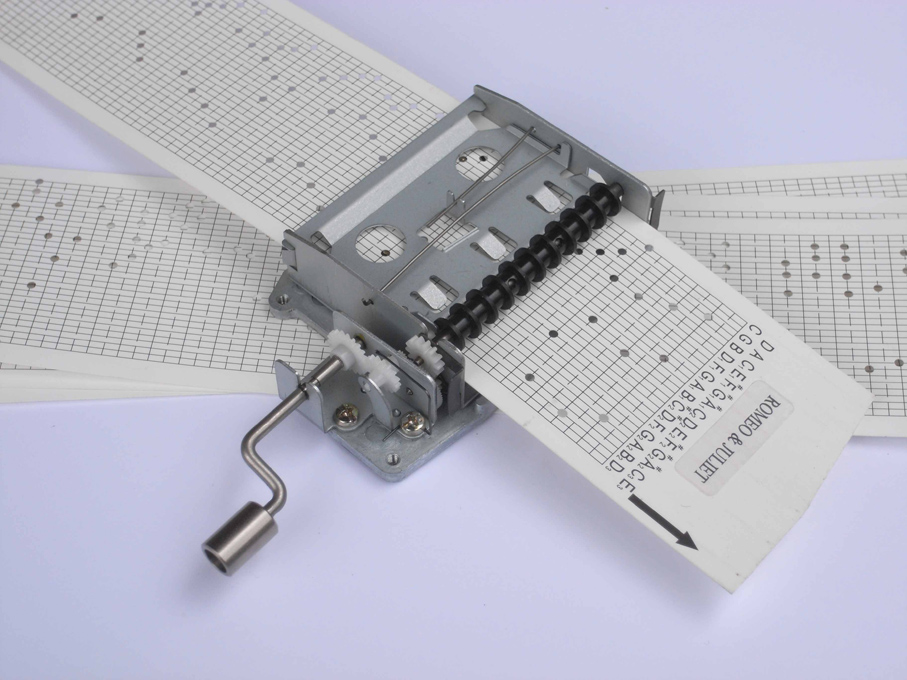
Componium et cartons perforés

Un Componium est un instrument de musique mécanique dont l'organe musical est constitué d'un ensemble de lames d'acier dont une extrémité est maintenue fermement, et dont l'autre, restée libre, est mise en vibration mécaniquement, comme une boîte à musique. Le mécanisme est entrainé par une petite manivelle manuelle. À la manière d'un orgue de barbarie, les lames d'acier sont actionnées par l'intermédiaire d'un carton perforé. Un componium peut donc jouer différentes mélodies simplement en changeant de cartons. Il est possible de composer ses propres mélodies en perforant des cartons vierges à l'aide d'une pince spéciale.
Il existe des modèles chromatiques à 30 ou 33 notes et des modèles diatoniques à 15 ou 20 notes.